# 中華・J-スペース
J-スペース（英：J-Space）は台湾の中華汽車が開発し、2024年から製造・販売している商用トラック/バン及びMPVである。

## 概要
2024年、11月19日に菱利の後継機にあたるJ-spaceを発売した。本モデルは和泰汽車が台湾で2022年から販売しているタウンエースに対抗するため導入された。

## メカニズム

### 駆動系
エンジンは従来のハルビン東安汽車発動機製の4G15V型からハルビン東安汽車動力製のDAM15K型 1.5ℓ エンジンに変更された。それに伴い、トランスミッションも同社製のA8R30型 8ATが採用された。マニュアルトランスミッションはベリカから変わらず5MTが採用された。

### 安全性
全車速対応ACCやLKA 車線維持システム、衝突被害軽減ブレーキを含むレベル2の先進運転支援システムが初搭載された。

## 歴史
2024年8月
中華汽車が同月末の決算説明会にて、ベリカの次期型を第4四半期に販売を開始すると発表した。
2024年11月19日
販売開始。車両価格は53万台湾ドルから。
外観デザインは大幅に変更された。ダイヤモンド柄のフロントグリルを備えている。全車デイライトとオートライトセンサーを装備したLEDヘッドライトが標準装備となったほか、リアフォグランプも標準装備となった。
内装デザインも変更され、ステアリング・ホイールは2023年にモデルチェンジしたジンガーと同様のものが採用されたほか、10.25インチのデジタルメーターが標準装備となった。5人又は8人乗りのモデルには、風量調整機能が付いた後席エアコンが採用されている。
安全装備は、先代同様トラクションコントロールシステムやアクティブスタビリティコントロール等が標準装備となっている。

### 注記
1. ↑  YoutubeチャンネルDR. IF fACTORY 硬核車媒が投稿した動画タイトル、終於大改！中華 J Space 新引擎、8AT、底盤全解析！J Space 貨車、Veryca、對手比較！からエンジン、トランスミッションの型式を参照。